# Ruardyn Castle
Ruardyn Castle ist eine Burgruine im Dorf Ruardyn, das heute Ruardean heißt. Es liegt an der Nordwestgrenze der englischen Grafschaft Gloucestershire.
Das ursprüngliche Herrenhaus entstand in normannischer Zeit, aber wegen seiner strategischen Bedeutung erhielt sein Besitzer 1310 die Erlaubnis, das Haus zu befestigen (englisch Licence to crenellate). So wurde das Haus zur Burg. Die heute noch erhaltene Ruine legt es nahe, dass das Anwesen aus einem Burghof bestand, der im Norden, Osten und Südwesten jeweils von einer kurzen Abfolge von Gebäuden begrenzt wurde. In der westlichen Ecke befand sich ein Turm. Ein Torhaus war im Südosten zu finden, von wo aus ein Hohlweg zur Pfarrkirche führte. Das gesamte Anwesen war vermutlich von einer Ringmauer eingeschlossen.
In der Zeit des englischen Bürgerkrieges im 17. Jahrhundert wurde die Burg stark beschädigt.
Heute sind nur noch Reste erhalten. Man findet nur noch große Erdwälle mit einigen erhaltenen Mauerteilen auf der Seite des Burggrabens. Die Größe des Grundstückes lässt die beträchtliche Größe der Burg erahnen. Die Überreste liegen auf einem Feld an der Straße, die an der Kirche Johannes des Täufers vorbeiführt.
Koordinaten: 51° 51′ 27,4″ N, 2° 33′ 5,4″ W